# Инской заказник
Инской заказник — государственный природный заказник регионального значения в Черепановском районе Новосибирской области России. Площадь — 8 925,5 га.

## История
9 августа 1984 года решением исполнительного комитета Новосибирского областного Совета народных депутатов на территории Черепановского района был создан государственный бобровый заказник «Инской». В 1993 году природоохранная территория была реорганизована в государственный заказник областного значения, в 2001 году — в государственный биологический заказник областного значения. В 2012 году «Инской» преобразован в государственный природный заказник регионального значения.

## Задачи
Сохранение естестественного состояния природных комплексов Заобской лесостепи, поддержание, восстановление и воспроизводство природных запасов, обогащение пограничных с заказником хозяйственных угодий, охрана и восстановление редких, либо находяшихся под угрозой исчезновения животных и их местообитания.

## Фауна
На 2018 год в список охраняемых животных заказника были включены различные виды следующих классов: млекопитающие — 32, птицы — 103, земноводные — 4, рептилии — 4, а также насекомые.
Под охраной находятся такие представители фауны как лось, косуля, норка, заяц, барсук, речной бобр, колонок, выдра, тетерев, рябчик и т. д.